# Эгюйер (кантон)
Эгье́р (фр. Eyguières) — кантон во Франции, находится в регионе Прованс — Альпы — Лазурный Берег, департамент Буш-дю-Рон. Входит в состав округа Арль.
Код INSEE кантона — 1309. Всего в кантон Эгьер входит 7 коммун, из них главной коммуной является Эгьер.
Население кантона на 2008 год составляло 22 276 человек.

## Коммуны кантона
| Коммуна | Население, чел. (1999) | Почтовый индекс | Код INSEE |
| ------- | ---------------------- | --------------- | --------- |
| Аллен   | 2368                   | 13980           | 13003     |
| Вернег  | 939                    | 13116           | 13115     |
| Ламанон | 1713                   | 13113           | 13049     |
| Мальмор | 4984                   | 13370           | 13053     |
| Мурьес  | 2752                   | 13890           | 13065     |
| Орей    | 1385                   | 13930           | 13006     |
| Эгюйер  | 5392                   | 13430           | 13035     |